# Raphael Walker
Raphael Walker (* 24. Dezember 1977) ist ein Schweizer Politiker (Grüne).

## Leben
Raphael Walker ist selbstständiger Software- und Produkt-Entwickler. Er ist verheiratet, Vater von drei Kindern und lebt in Altdorf.

## Politik
Raphael Walker rückte im April 2018 für den zurückgetretenen Thomas Huwyler in den Landrat des Kantons Uri nach. Er ist seit September 2019 Mitglied der Baukommission und seit Juni 2020 Mitglied der Spitalkommission.
Raphael Walker ist Vorstandsmitglied des VCS Sektion Uri sowie Mitglied des Urner Umweltrates und der Arbeitsgruppe Velo Uri.